# Газотранспортна система басейну Кавері
Газотранспортна система басейну Кавері – система трубопроводів, створена у штаті Тамілнад для видачі продукції ряду газових родовищ.
Починаючи з 1970-го компанія ONGC виявила у штаті Тамілнад цілий ряд газових родовищ, розробка ресрсів яких почалась з 1990 року. Кілька з них використали для живлення розташованих поряд електростанцій (ТЕС Ковікалпал, ТЕС Валутур), тоді як інші у підсумку виявились підключеними до невеликої мережі газопроводів, що виникла поблизу центральної частини узбережжя штату неподалік від Нагапаттінам. Зазначена мережа отримує живлення від розташованого північніше родовища Кутталам та південної групи родовищ, що виявлені поблизу від Адіякамангалам та Наріманам. Найбільшими трубопроводами системи є:
- споруджена в 2002-му ділянка Кутталам – Мематур – ТЕС Піллайперумалналлур довжиною до 33 км з діаметром 450 мм (при цьому ТЕС Піллайперумалналлур також отримує блакитне паливо від розташованої поруч установки підготовки офшорного родовища PY-3);
- відтинок Адіякамангалам – Наріман – Мематур довжиною 46 км з діаметром 300 мм.
При цьому безпосередньо в районі Кутталам працюють ще дві теплоелектростанції на природному газі – ТЕС Каруппур і ТЕС Кутталам, які отримують живлення за допомогою перемичок завдовжки 8 км та 5 км відповідно з діаметрами по 300 мм.
Серед інших споживачів можливо назвати розташований у Нагапіттінам нафтопереробний завод CBR (Cauvery Basin Refinery) компанії Chennai Petroleum Corporation Limited (CPCL), який діяв до 2019 року та був під’єднаний до Адіякамангалам (перемичка довжиною 19 км з діаметром 200 мм) та Наріман (перемичка завдовжки 5 км з діаметром 150 мм). 
Варто відзначити, що в першій половині 2020-х ізольоване існування описаної вище системи повинне завершитись із появою трубопроводів Тіруччираппаллі – Нагапаттінам та Асанур – Карайкал, що нададуть доступ до ресурсу, імпортованого через термінал ЗПГ Енноре.